# Microphontes safra
Microphontes safra är en tvåvingeart som beskrevs av Jason Gilbert Hayden Londt 1994. Microphontes safra ingår i släktet Microphontes och familjen rovflugor.
Artens utbredningsområde är Namibia. Inga underarter finns listade i Catalogue of Life.